# The Hectics
The Hectics was de eerste band van Freddie Mercury, toen nog bekend als Farrokh Bulsara. Mercury was geen leadzanger; die rol was weggelegd voor Bruce Murray. Andere bandleden waren Derrick Branche, Farang Irani en Victory Rana. De schoolband bevatte alleen leden die op de St. Peter's Boys School zaten, een Engelse kostschool in Panchgani, een plaats vlak bij Bombay, nu Mumbai, in India. De band speelde alleen op schoolevenementen en mocht niet buiten de school optreden.
Branche speelde later in Britse films, waaronder My Beautiful Laundrette, en tv-series, waaronder The Comic Strip Presents... en Father Ted.
Murray is momenteel de eigenaar van The Music Centre in Bedford, Engeland. Zijn stiefzoon Guy Griffin speelt in de band The Quireboys.